# France-Soir
France-Soir var en fransk konservativ kvällstidning grundad 1944 i Paris och nedlagd 2019.. Sedan alla dess journalister avskedats år 2019 publiceras högerextrem och konspirationsteoretisk webtidning under namnet FranceSoir.
France-Soir var en gång Frankrikes största tidning med en upplaga på två miljoner i början av 1970-talet och kända medarbetare som Jean-Paul Sartre. Senare förlorade den i storlek och inflytande och hade år 2006 en upplaga på 50 000.
År 2006 publicerade tidningen Jyllands-Postens bilder på profeten Muhammed, vilket väckte ilska i muslimska länder.
År 2012 gick den i konkurs. men återuppstod som nättidning är 2013. År 2019 avskedades alla journalister, och nättidningen övergick till att bli ett språkrör för högerextrema och konspirationsteoretiska grupper. I januari 2021 publicerade den ett upprop till armén att avsätta presidenten och regeringen och införa en militärdiktatur.

## Personer verksamma vid den tidigare tidningen
- Joseph Kessel
- Jean-Paul Sartre
- Jean-Pierre Thiollet